# Іванівський (заказник)
Іванівський — втрачений орнітологічний заказник місцевого значення в Україні.
Існував на ставі в околицях с. Іванівки Теребовлянського району Тернопільської області.
Заказник створений рішенням Тернопільської обласної ради від 25 квітня 1996 № 90. Площа — 17,7 га.
Скасований рішенням Тернопільської обласної ради № 358 від 25 січня 2005 з причини того, що ставок штучно створений.